# Кокавійдіка
Ко́кавійдіка (ест. Kokaviidika küla) — село в Естонії, у волості Вільянді повіту Вільяндімаа.

## Населення
Чисельність населення на 31 грудня 2011 року становила 16 осіб.

## Історія
З 19 грудня 1991 до 5 листопада 2013 року село входило до складу волості Саарепееді.

## Відомі уродженці
- Юрі Яаксон (1870—1942), естонський державний діяч.